# 傑氏兔鮡
傑氏兔鮡，為輻鰭魚綱鯰形目骨鮡科兔𬶐属的其中一種，為熱帶淡水魚類，分布於亞洲孟加拉及印度淡水流域，體長可達4公分，棲息在流動緩慢、沙底質的溪流底層水域，生活習性不明。

## 扩展阅读
維基物種上的相關：傑氏兔鮡